# Parathalestris jejuensis
Parathalestris jejuensis is een eenoogkreeftjessoort uit de familie van de Thalestridae. De wetenschappelijke naam van de soort is voor het eerst geldig gepubliceerd in 2010 door Song & Hwang.